# Cornifrons albidiscalis
Cornifrons albidiscalis is een vlinder uit de familie grasmotten (Crambidae). De wetenschappelijke naam van deze soort is voor het eerst gepubliceerd in 1916 door George Francis Hampson. Hampson baseerde zijn beschrijving op een vondst op 28 november 1908 door Walter Feather in Mandera, 47 mijl ten zuidwesten van Berbera in Somaliland.
De spanwijdte bedraagt 20 millimeter.
De soort komt voor in Somalië en Mozambique.